# Paul Arlt

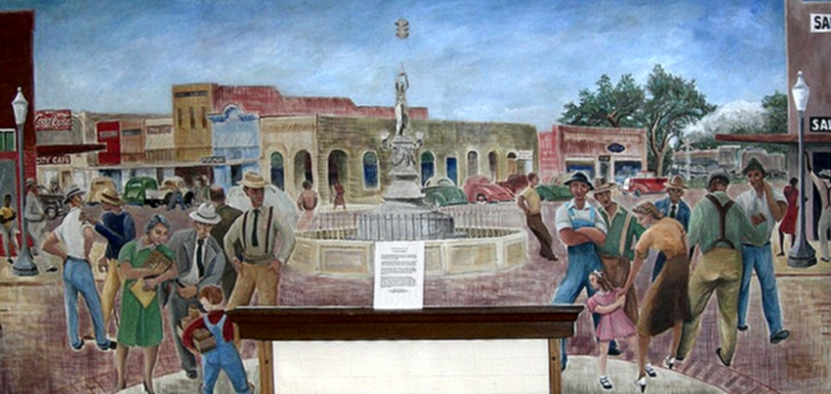
Paul Arlt: Wandgemälde Saturday in Enterprise

Paul Theodore Arlt (* 15. März 1914 in New York; † 20. September 2005 in Rye, New York) war ein US-amerikanischer Cartoonist und Maler.

## Leben
Paul Arlt studierte an der Colgate University, wo er unter anderem ein Schüler des Kunsthistorikers und Malers Alfred Krakusin war. 1933 schloss er mit dem Bachelor of Arts ab. Danach wohnte er kurzzeitig in New York und nahm Unterricht in Malerei am Greenwich House. 
1934 zog Arlt nach Washington, D.C., wo er die längste Zeit lebte. Er setzte dort seine künstlerischen Studien bei Samuel Burtis Baker und Eugen Weisz an der Corcoran Gallery of Art sowie später bei C. Law Watkins an der Phillips Gallery School of Art fort. Er wurde Mitglied in der Society of Washington Artists, Artists Guild of Washington und Washington Landscape Club.
Arlt malte Gemälde in Aquarell, Öl und Acryl. Er schuf auch Zeichnungen und Siebdrucke. Die Motive waren meist bekannte Nationaldenkmäler der Vereinigten Staaten. Für das US-Schatzamt schuf er 1940 in Enterprise (Alabama) ein noch heute existierendes Wandgemälde in Tempera auf Leinwand mit dem Titel Saturday in Enterprise. Diese Arbeit war im Zuge der WPA (Works Progress Administration) entstanden, einer Einrichtung, die während des New Deal (1935–1943) Arbeitslose in Lohn und Brot brachte. Das Gemälde war zunächst im Postamt von Enterprise angebracht, bis dieses 1991 abgerissen wurde. Mittlerweile befindet es sich in der öffentlichen Bibliothek der Stadt.
Arlt wurde lange Zeit von der Franz Bader Gallery in Washington vertreten. Seine Werke wurden unter anderem auch bei Ausstellungen in der Corcoran Gallery of Art (1939), National Gallery of Art, Phillips Memorial Gallery, Art Institute of Chicago (1942), Virginia Museum of Fine Arts (1946), Museum of the City of New York und Metropolitan Museum of Art gezeigt.
Während des Zweiten Weltkrieges wurde Arlt zunächst einige Monate von der Navy im Bootsbau in Annapolis eingesetzt. Anschließend war er 1944/1945 als Kriegsmaler für die United States Marine Corps tätig. Er wurde verwundet und mit dem Purple Heart ausgezeichnet. Nach Kriegsende lebte er zwei Jahre lang in Europa und übernahm in Paris und Kopenhagen auszuführende Malaufträge der Economic Cooperation Administration.
Von 1951 bis 1956 arbeitete Arlt als Cartoonist bei der New Yorker The Herald Tribune. Seine Cartoons hatten meist einen politischen Bezug oder Hintergrund. Anschließend war er als Kunstredakteur für zwei Fachzeitschriften tätig, bis er 1964 die Stelle aufgab, um sich ausschließlich der Malerei zu widmen. 
1965 zog Arlt zurück nach Washington. Bald darauf erhielt er einen Auftrag der NASA, Bilder und Zeichnungen von Raketenstarts im Rahmen des Gemini-Programm anzufertigen. Diese wurden in die Sammlungen des Kennedy Space Center und National Air and Space Museum aufgenommen.
2001 zog Arlt zu Verwandten nach Rye. Dort starb er 2005 im Alter von 91 Jahren an Herzversagen. Er hinterließ seine Ehefrau und eine Tochter.